# Morfil (coutellerie)

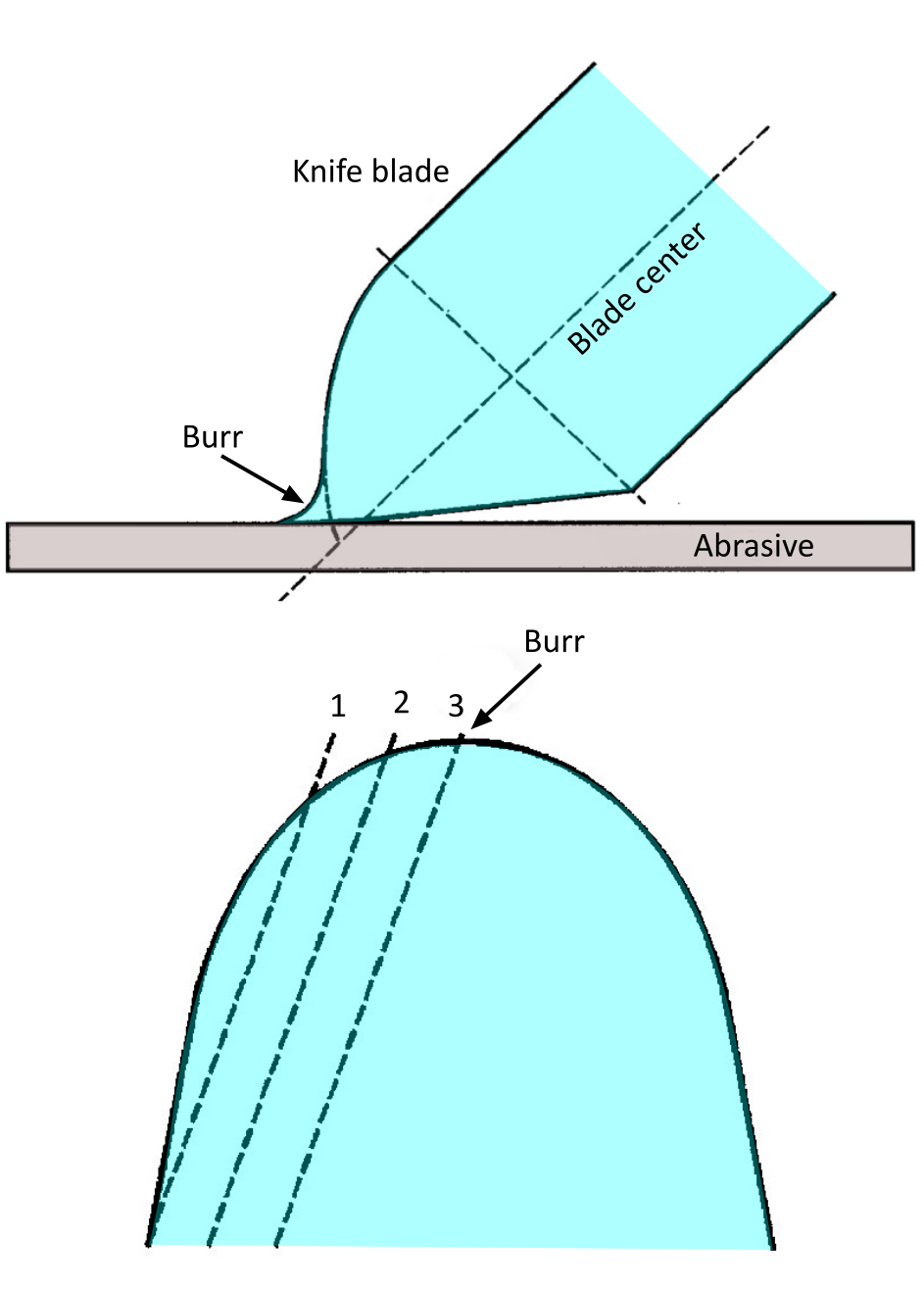
Formation du morfil (« burr ») lors de l'affûtage d'un couteau

Le morfil représente l'excédent de métal presque imperceptible, qui se forme sur le tranchant d'une lame fraîchement affûtée. Ces aspérités ou barbes métalliques sont extérieures au véritable tranchant, qui est fait de dentelures microscopiques,,. Les résidus du morfil empêchent de couper net et franc, tant que ceux-ci n’ont pas été éliminés par une opération finale appelée affilage. Cette finition fait apparaître le fil d′un couteau ou bien d′un rasoir,. Elle est réalisée au moyen d'un fusil d'aiguisage ou par passage  au cuir (dit aussi « repassage »).   

## Étymologie
L'origine du mot vient de mort et de fil, c'est-à-dire « tranchant mort » ou émoussé .

## Formation du morfil et élimination

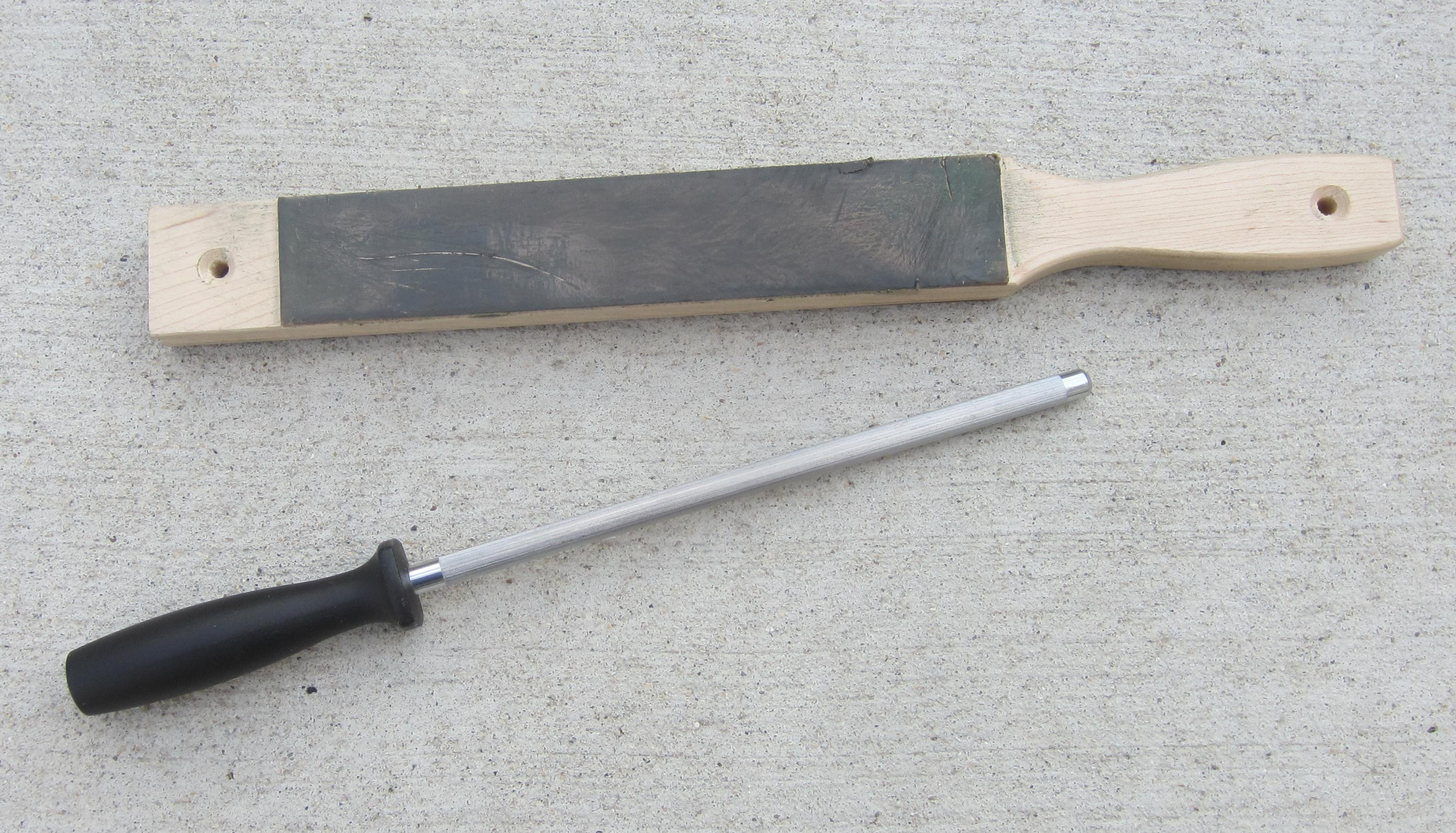
En haut cuir. En bas fusil à aiguiser. Outils utilisés pour éliminer le morfil

Lors de l'aiguisage du couteau sur une pierre à aiguiser, des ébarbures métalliques se forment sur la crête du tranchant, du côté opposé à la face qui est aiguisée. Quel que soit l'outil d'aiguisage utilisé, l'élimination de l'ancien fil entraîne l'apparition de morfil. Les aspérités qui le composent, non visibles à l'œil nu, sont sensibles au doigt en le déplaçant sur la face qui n'est pas encore aiguisée, en progressant depuis le dos de la lame jusqu'au tranchant (pour ne pas se couper ) et perpendiculairement au tranchant.   
Quand l'autre face de la lame sera affûtée, le morfil repasse logiquement du côté opposé et ainsi de suite. Au fur et à mesure que le morfil passe d'un côté à l'autre, il devient friable et finit par casser.  

### Émorfilage
Le barbier d'antan éliminait le morfil du rasoir par passage au cuir, chargé de pâte à l'oxyde de chrome. 
Dans les métiers de la boucherie, l'aiguiseur utilise une roue de feutre, ou bien une roue de caoutchouc ou encore un assemblage de deux roues céramiques. 
Après aiguisage correct et affilage de la lame, si le morfil a bien été supprimé, il est possible de couper une feuille de papier net sans arracher de fibres.